# Clube Airsoft da Maia

O Clube Airsoft da Maia (CAM), APD destaca-se como um dos primeiros clubes portugueses a ostentar como modalidade desportiva principal o Airsoft. Esta modalidade apresenta características táctico-operacionais, assentando o seu pilar no ramo dos desportos radicais, disciplinas de tiro, e apresentando igualmente ligações íntimas com o desporto aventura e com práticas de sobrevivência.

## Fundação
A entidade legal CAM surge como uma evolução natural e corpórea de uma sempre reforçada união entre jovens amigos, datando o início de actividades relacionadas com a modalidade do ano de 1996. O nome "Clube Airsoft da Maia" começou a ser utilizado em 1998. Desde então, o clube tem vindo a ganhar forma e a consistir na entidade hoje activa no concelho da Maia, oferecendo meios e soluções para a prática do Airsoft, contribuindo de forma significativa para uma sempre crescente manifestação cultural e desportiva presente na autarquia.
O Clube Airsoft da Maia, fundou-se em 2004, sendo uma entidade sem qualquer fim lucrativo. Tem o intuito de promover a recente modalidade, ao mesmo tempo que procura corresponder com questões sociais tal como: a integração de jovens adultos numa comunidade de tempos-livres, promover a prática do desporto radical, apelar à preservação do meio ambiente e zelar contra manifestações de vandalismo e negligência moral em locais desprovidos de vigilância permanente.

## Prémios
Eis os troféus conquistados pelo CAM e seus atletas no âmbito das diferentes áreas desportivas:
```
   * 
Tiro Prático de Airsoft

         o 
Troféus de índole colectiva

               + Campeão Nacional de Clubes em 2007 no Campeonato da 
FPA

               + Bicampeão Nacional de Clubes em 2008 no Campeonato da FPA / 
IAPS
 
         o 
Troféus de índole individual

               + 
Nuno Silva
 - Vice-Campeão Nacional de 
TPA
 em 2007
               + 
Bruno Maia
 - Campeão Nacional de TPA em 2008
   * 
Biatlo de Airsoft

         o Troféus de índole individual
```

## Eventos Realizados
- Rio Negro - Vila das Aves
- URIEL
- Floresta Negra - 2009 - Cabeceiras de Basto
- Floresta Negra 2 - 2010 - Cabeceiras de Basto
- URIEL RELOAD - 2010 - Maia
- URIEL 2 - 2011 - Maia
- COMBAT MISSION SERIES - 2011 - Valongo
- Floresta Negra 3 - 2011 - Cabeceiras de Basto
- Floresta Negra 4 - 2013 - Cabeceiras de Basto
- DoomCry - 2013 - Vila das Aves
- DoomCry 2 - 2013 - Vila das Aves

## Equipas
- CDC - Cães de Crómio, (Maia)
- RAT - Rapid Assault Team (extinta)
- S13 - Sayeret 13, (Maia) (extinta)
- Stealth XXI,(Amarante)
- G.E.A.R , (São João da Madeira)
- Spetnaz, (Espinho)
- 605ª COE, (Espinho)
- RATOS, (Porto)
- BAT - Brigada Airsoft Táctico , (Gaia)

## Ligações Externas
- Página oficial CAM, APD
- Fórum oficial CAM, APD
- Facebook oficial CAM, APD
- Facebook oficial DoomCry Series
- Facebook oficial Floresta Negra